# Dionisio Rodríguez Martín
Dionisio Rodríguez Martín (Retiro, Madrid, 31 d'octubre de 1949), més conegut com "El Dioni", va ser un vigilant de seguretat espanyol que va robar un furgó blindat de l'empresa Candi S.A., en la qual treballava, amb 320 milions de pessetes el 28 de juliol de 1989. Aquest robatori va provocar la fallida i la desaparició de l'empresa.
El cantant Joaquín Sabina li va dedicar una cançó, amb el títol de «Con un par» que refereix a la valentia que cal per a realitzar tal robatori. Durant la seva fugida al Brasil, va canviar d'imatge, es va col·locar un perruquí, i va gravar un disc com a cantant, «El dinero da la felicidad, incluso la más sutil» (Els diners donen la felicitat, fins i tot la més subtil), frase del mateix Dioni.

## Música i llibres

### Discografia
- Todo sobre mi furgón (2000): el títol parafraseja la pel·lícula Todo sobre mi madre de Pedro Almodóvar.
- Joaquín Sabina li va dedicar una cançó titulada «Con un par»[2]

### Llibres
- Palabra de ladrón: relat del seu robatori.[3]
- Javier Llamas un amigo fiel: dedicat al seu amic Javier Llamas.